# Робер Мюшамбле
Робер Мюшамбле (на френски: Robert Muchembled, р. 4 март 1944, Ливен, Франция) e френски историк, професор по история на Новото време в Университет Париж-XIII: Париж-север. Един от наследниците на Школата „Анали“.

## Биография
Започнал образованието си в областта на историята през 1967 г., Робер Мюшамбле го завършва през 1985 г. с докторска дисертация на тема „Насилие и общество: Популярни нагласи и менталности в Артоа (1400 – 1660)“ („Violence et Société. Comportements populaires et mentalités en Artois de 1400 à 1660“).
Отначало е учител в гимназия, след това – асистент в университета в Лил. От 1986 г. заема професорско място по нова история в Университета Париж-XIII: Париж-север. Научните му интереси са фокусирани в областта на социалната история, историята на престъпността, на сексуалността, на предразсъдъците и нравите.

## Избрана библиография
- Culture populaire et culture des élites dans la France moderne (XVe-XVIIIe) (Популярната култура и културата на елитите в модерна Франция (XV-XVIII век). Paris, Flammarion, 1978. Ново изд. – Champs-Flammarion, 1991.
- Prophètes et sorciers dans les Pays-Bas (Пророци и магьосници в Холандия). Paris, Hachette, 1978 (в съавторство с Мари-Силви Дюпон-Буша и Вилем Фрихоф).
- La sorcière au village (Селският магьосник). Paris, Gallimard-Julliard, 1979. Ново изд. – Gallimard-Folio, 1991.
- Les derniers bûchers. Un village de Flandre et ses sorcières sous Louis XIV (Последните клади. Едно село във Фландрия и вещици при Луи XIV). Paris, Ramsay, 1987.
- Nos ancêtres les paysans. Aspects du monde rural dans le Nord-Pas-De-Calais des origines à nos jours (en coll. avec G.Sivéry et divers auteurs) (Нашите селски предци. Измерения на селския свят в района Нор-Па-дьо-Кале от зората му до наши дни). Lille, CNDP-CRDP, 1983 (в колектив с Г. Сиври и други автори).
- Sorcières, justice et société aux XVIe-XVIIe (Магьосниците, правосъдието и обществото през XVI и XVII век). Paris, Imago, 1987.
- L'invention de l'homme moderne. Sensibilités, mœurs et comportements collectifs sous l'Ancien Régime (Изобретяването на модерния човек. Чувствителността, нравите и колективното поведение при Стария режим). Paris, Fayard, 1988. Ново изд. – Hachette_Pluriel, 1994.
- Société, cultures et mentalités dans la France moderne XVe au XVIII (Обществото, културите и менталностите в модерна Франция – от XV до XVIII век). Paris, A.Colin, 1990. Ново изд. – A.Colin/VUEF, Paris, 2003.
- La violence au village. Sociabilité et comportements populaires en Artois du XVe au XVIIe (Насилието в селото. Социабилност и обществените нагласи в Артоа през XV и XVII век). Turnhout, Brepols, 1989.
- Le Temps des suplices. De l'obéissance sous les rois absolus, XVe-XVIIIe (Епохата на милителите. На послушанието пред абсолютисткия крал, XV–XVIII век). Paris, A.Colin, 1992. Ново изд. – Le Grand Livre du Mois, 2001.
- Le Roi et le Sorcière. L'Europe des bûchers, XVe-XVIIIe (Кралят и магьосницата. Европа на кладите, XV–XVIII век). Paris, Desclée, 1993.
- La Société policée. Politique et politesse en France du XVe au XXe (Полицейското общество. Политика и учтивост във Франция от XV до XX век). Paris, Seuil, 1998.
- Une histoire du diable, XIIe-XXe, Paris, Seuil, 2000. Ново изд. – Points-Seuil, 2002.
  - Една история на дявола. Превод от френски Гинка Асенова. ИК ЛИК, С., 2005 [2]
- Diable! (Дявол!). Paris, Seuil/Arte Éditions, 2002.
- Passions de femmes au temps de la reine Margot (Страстите на жените в епохата на кралица Марго). Paris, Seuil, 2003.
- L'orgasme et l'Occident: Une histoire du plaisir du XVIe à nos jours (Оргазмът и Западът: История на удоволствието от XVI век до наши дни). Paris, Seuil, 2005. [3][4]
- Une histoire de la violence (История на насилието). Paris, Le Seuil, 2008.
- Magie et sorcellerie en Europe du Moyen Âge à nos jours (Магия и магьосничество в Европа от Средновековието до наши дни). Paris, A. Colin, 1994 (под ръководството на Робер Мюшамбле).
- Les Ripoux des Lumières. Corruption policière et Révolution (Партньорите на Просвещението. Корупцията в полицията и Революцията). Paris, Le Seuil, 2011.
- Insoumises. Une autre histoire des Françaises, XVIe-XXIe siècle, Paris, Autrement, 2013.
- Madame de Pompadour, Fayard, 2014.
- La Civilisation des odeurs (XVIe-début XIXe siècle), Les Belles Lettres, 2017.